# Biciplan
Il Biciplan o piano della mobilità ciclistica è un piano strategico che promuove la ciclabilità urbana e che individua i principali percorsi ciclabili da realizzare nei centri urbani del territorio nazionale italiano.

## Riferimenti normativi
L'articolo 6 della legge 11 gennaio 2018 prevede che le città metropolitane e i comuni non facenti parte delle città metropolitane predispongano e adottino il Biciplan come piano di settore dei PUMS (Piano Urbano della Mobilità Sostenibile), disciplinati dal D.M. 397/2017 e modificato dal D.M. 396/2019.
Come previsto dal D.M. 397/2017 la stesura del Biciplan è obbligatoria per le città metropolitane e per i comuni o associazioni di comuni che abbiano una popolazione superiore ai 100.000 abitanti. Per i comuni con numero di abitanti inferiore a 100.000 è prevista la possibilità di redazione del presente programma ma senza alcun obbligo.

## Obiettivi
Gli obiettivi del Biciplan sono:
- riequilibrio della mobilità (aumento degli spostamenti in bicicletta);
- diminuzione del numero di incidenti tra gli utenti deboli (pedoni, ciclisti, bambini ed ultra 65enni);
- riduzione della spesa per la mobilità;
- promozione della mobilità ciclistica;
- sviluppo delle ciclovie turistiche;
- miglioramento dell'attrattività, della continuità e della riconoscibilità dell'itinerario ciclabile.

## Classificazione degli itinerari ciclabili
Gli itinerari ciclabili sono classificati secondo diversi livelli gerarchici.
- Rete degli itinerari ciclabili prioritari: collegano le varie parti della città e i centri abitati ai principali luoghi attrattori.
- Rete secondaria: percorsi ciclabili all'interno dei quartieri o che collegano le città alle frazioni e ai poli attrattori che si trovano al di fuori dei percorsi principali.
- Rete delle vie verdi ciclabili: collegano le aree verdi, i parchi e le aree rurali del territorio comunale alle reti prioritarie e secondarie.

## Tipologie di itinerari ciclabili
In base alla tipologia di rete stradale adibita ad ogni itinerario ciclabile è possibile classificare varie tipologie di piste ciclabili:
- pista ciclabile in sede propria;
- pista ciclabile su corsia riservata in carreggiata;
- pista ciclabile su corsia riservata su marciapiede;
- percorso promiscuo ciclo-veicolare;
- percorso promiscuo ciclo-pedonale.

## Servizi per il ciclista
Oltre a prevedere una rete ciclabile che collega le diverse parti del territorio urbano, il Biciplan mette a disposizione del ciclista una segnaletica dedicata, cicloparcheggi, ciclostazioni, ciclonoleggi, bike sharing, postazioni di ricarica per bici a pedalata assistita, punti informativi e ciclofficine.